# Dendropoma petraeum
Dendropoma lebeche és una espècie de gastròpode marí de la família Vermetidae endèmica de la Mediterrània catalogada com vulnerable al catàleg nacional d'espècies amenaçades. Forma grans agregacions a les roques horitzontals i semi-horitzontals marines que són cimentades per algues calcàries (normalment Neogoniolithon brassica florida) donant com a resultat formacions de micro-esculls o plataformes de vermètids de fins a 20 o 30 cm de grossària.

## Hàbitat
El seu desenvolupament es dona a les zones on trenquen les ones, cosa que ha servit com indicador del nivell de la mar en èpoques passades. És típica de les zones càlides on la temperatura superficial a l'hivern no baixa dels 14 °C. En llocs de baixa contaminació.

## Distribució
Sol aparèixer en les zones més temperades de la Mediterrània. En el llevant ibèric, el seu límit geogràfic superior apareix en les costes de Castelló i Columbrets i el límit inferior a Almeria, encara que ha sigut observada a les Illes Chafarinas. En les costes d'Alacant, Múrcia i Almeria arriba a aconseguir un desenvolupament notable amb la formació d'esculls, com els que es localitzen en el Portixol, Penyal d'Ifac, Cap de les Hortes i Illa de Tabarca (Alacant), en Cap de Palos (Múrcia) i en Cap de Gata (Almeria). En les Illes Columbretes les formacions estan menys desenvolupades i formen plaques de reduïda grossària.

## Protecció legal i amenaces
Aquesta espècie apareix al Catàleg Nacional d'Espècies Amenaçades com a vulnerable. Així mateix també apareix als annexos II i IV del Conveni de Barcelona, i a l'Annex II de la Convenció de Berna.
La principal amenaça és l'eutrofització costanera a causa d'efluents urbans, emissaris submarins, etc., la conseqüència de la qual és la proliferació de cloròfits que recobrixen les formacions de vermètids.